# Districtul El Ouata
El Ouata este un district din provincia Béchar, Algeria.